# ドビン

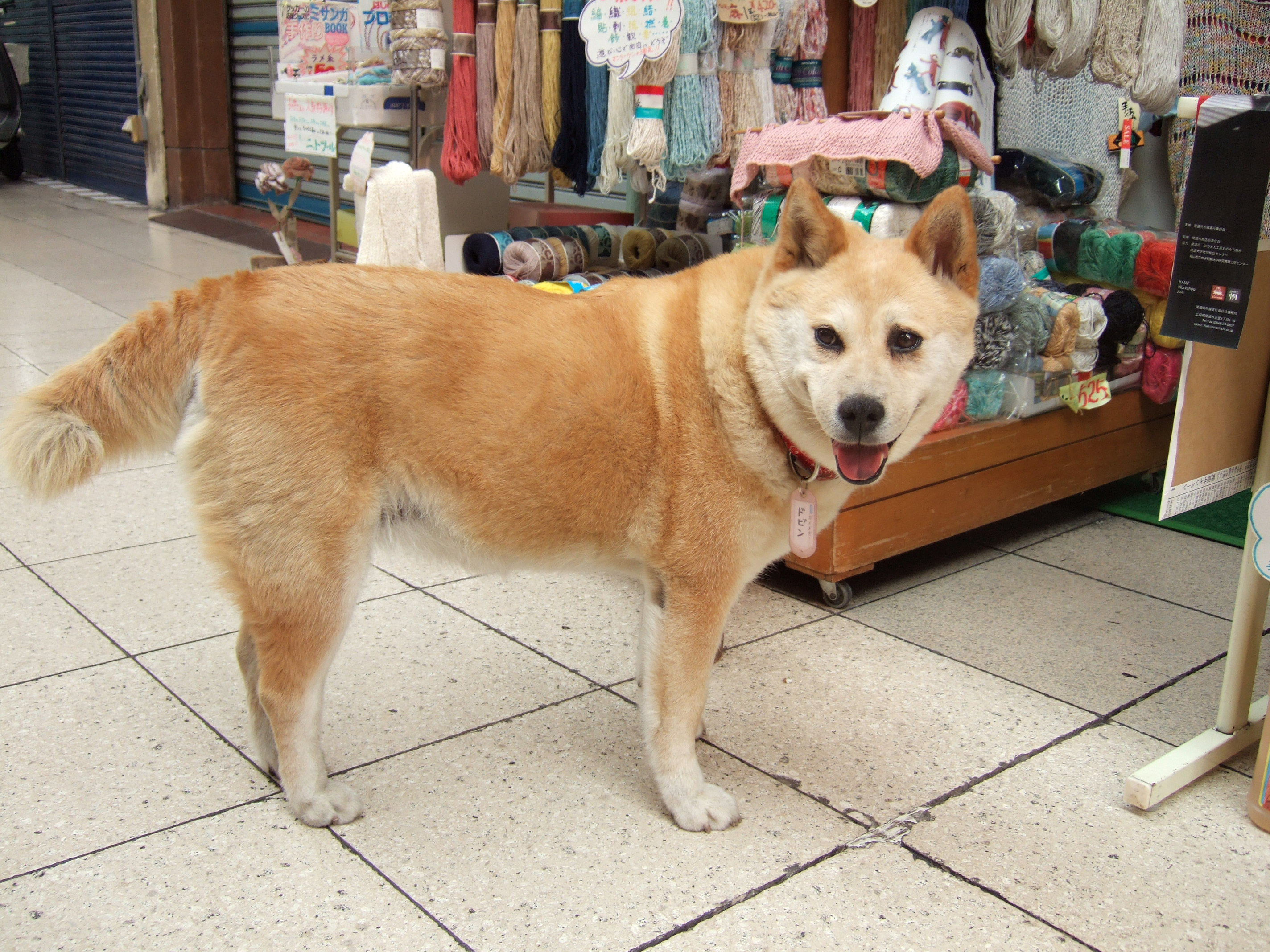
尾道商店街のドビン

ドビン（1993年 - 2010年7月3日）は、かつて広島県尾道市で「観光ガイド犬」と呼ばれ、尾道商店街や石畳の古寺巡りコースや千光寺のあたりでよく見かけた犬。

## 生い立ち・経緯
1993年生まれのメスの雑種（柴犬系）。元々は「ロビン」という名前だったが、いつしか訛って「ドビン」と呼ばれるようになった。元の飼い主が1997年に福山市に転居した後、尾道市土堂の衣料品卸会社社長に引き取られる。以後、忠犬ハチ公のようにJR尾道駅前で元の飼い主の帰りを待つ内に、観光ボランティアの男性になついて千光寺山南斜面などの古寺巡りの観光コースへと同行するようになる。そしていつからかドビン単独でも観光客を先導して歩くようになり、その姿がまるで観光ガイドをしているように見えたことから「観光ガイド犬」と呼ばれるようになった。以降その姿がメディア上で幾度も取り上げられ、全国レベルで大幅に知名度が上がったことから尾道観光の名物となった。一方では、物珍しさに不用意にエサを与える人が増えたせいもあってか年々太っていった。それ以後は健康に配慮してか、首輪には「食べ物は絶対与えないでください」（2007年6月頃までは「ダイエット中」）という注意書きの記載されたタグが付いていた。
普段の生活は、日中は駅前商店街を自由行動したり、千光寺山頂付近へも単独で散歩するなどしていた。また商店街の多くの人の手によりエサをもらったりブラッシングを受けるなどの世話も受けていた。長い間ブログなどでは半野良の放浪犬というような設定とされていたが、実際は前述のような状況であったのと、狂犬病の注射を受けるなどの畜犬登録もされていたので法的にも飼い犬扱いであり、一般的な認識でいうところの野良犬というものではなかった。
2010年6月末より体調を崩し療養中だったが、7月3日5時30分に永眠。18歳であった。

## 特徴
- 柴犬系の雑種で毛色は薄いチョコ色。
- 元々は「ロビン」という名前であったが、いつしか訛って「ドビン」と呼ばれるようになった。
- 尾道を訪れる観光客に大人気で観光中にはドビンを探す人も多かった。
- 普段は古寺めぐりコース、千光寺下の坂道写真館付近、尾道本通り商店街などにいた。
- 晩年に太り始めてからは、健康を配慮して首輪には不用意にエサを与えないようにとの注意書きの入ったタグが付けられていた。
- 基本的に大人しく人によくなついた犬だったが、不用意に撫でようとすると猛烈に吠えることもあった。
- 晩年は老いのためか、観光ガイドもそこそこに商店街の店頭で寝ていることが多かった。
- 2009年夏には、尾道市や尾道観光協会などで構成する制作委員会の呼びかけにより、地元の小学生らの手によって夏休み中にドビンの石像が2体制作された。

## メディア出演
- 2003年2月 『めざましテレビ』わんこスペシャル
- 2004年
  - 10月1日 NHK『ふるさと発』案内犬ドビンの尾道日記
  - 12月4日 『朝だ!生です旅サラダ』尾道ガイド犬ドビンとして紹介
- 2005年6月 テレビアニメ『かみちゅ!』（舞台は尾道がモデル）にて、作中に登場の「犬和尚」というキャラクターのモデルになったとされる
- 2007年 るるぶ「広島・宮島・尾道・呉・岩国」
- 2008年2月27日 『生活ほっとモーニング』尾道ガイド犬ドビンとして紹介

※その他『ペット大集合!ポチたま』、広島県内のローカルニュースなどにも出演歴あり。死後の訃報も新聞やネット上のニュースなどで数多くで報じられた